# Henley-on-Thames
Henley-on-Thames ([hɛnli]ⓘ) es una localidad británica perteneciente al Condado de Oxfordshire, en el margen occidental del río Támesis, 9 millas (14 km) del noroeste de Reading, 7 millas (11 km) del oeste de Maidenhead y 23 millas (37 km) al sureste de Oxford, cerca del trifinio de Oxfordshire, Berkshire y Buckinghamshire. Tenía una población de 11 619 habitantes con el censo que se hizo en el Reino Unido en 2011.
Es conocida principalmente por ser el lugar habitual de celebración de la regata en el mes de julio.

## Historia
El primer registro de Henley fue en 1179, cuando el rey Enrique II había comprado esas tierras para construir edificios. El rey Juan le otorgó a Robert Hacourt, el señorío de Benson y de Henley en 1199, en 1204 sé construyó una iglesia, en 1205 la ciudad recibió una subvención, y en 1234 se construye un puente, en 1278, Hanley se le describe como una villa de Benson.
En el dominio de la corona, se le otorgó a John de Molyns en 1337, cuya familia la mantuvo durante 250 años, se dice que los miembros de Henley se sentaron en los parlamentos de Eduardo I y Eduardo III, pero no encontraron escritos que lo corroboren. 
Se cree que el mercado actual de los jueves fue otorgado por una carta del rey Juan. Ciertamente existía un mercado en 1269; sin embargo, los miembros del jurado de la corte de 1284 dijeron que no sabían con qué orden el conde de Cornwall celebró un mercado y una feria en la ciudad de Henley. La feria existente de Corpus Christi fue otorgada por una carta de Enrique VI.
Durante la pandemia de la Peste Negra que se extendió por Inglaterra en el siglo XIV, Henley perdió el 60% de su población.
A principios del siglo XVI la ciudad se extendía a lo largo de la orilla del oeste del Támesis desde la Friday Street en el sur Manor, ahora Phyllis Court, en el norte y abarcaba Hart Street y New Street. Al oeste incluía Bell Street y Market Place.
Enrique VIII concedió los títulos de «alcalde» y «burgués», y la ciudad se incorporó en 1568, hubo una carta original emitida por la reina Isabel I pero que en 1722 sería reemplazada por el rey Jorge I.
Henley sufrió varios cambios durante y después de la Guerra Civil. Más tarde, Guillermo III descansó aquí en su marcha a Londres en 1688, en el cercano Fawley Court recientemente reconstruido, y recibió una delegación de los Lores. El período de prosperidad de la ciudad en los siglos XVII y XVIII se debió a la fabricación de vidrio y malta, y al comercio de maíz y lana. Henley-on-Thames suministró madera y grano a la ciudad de Londres. 
Se construyó una casa de trabajo para acomodar a 150 personas en West Hill en Henley en 1790, y luego se amplió para acomodar a 250 con el nombre de "casa de trabajo de Henley Poor Law Union".